# مستشفى تشيلسي ووستمنستر
مستشفى تشيلسي ووستمنستر (بالإنجليزية: Chelsea and Westminster Hospital)‏ هو مستشفى تعليمي يضم 430 سريرًا يقع في تشيلسي، لندن. يتمتع المستشفى بتاريخ غني حيث أنه بمثابة الموقع الجديد لمستشفى وستمنستر.